# 吴洪芹
吴洪芹（1961年5月—），女，汉族，四川丹棱人，中华人民共和国政治人物、第十二届全国人民代表大会福建地区代表。

## 生平
1985年加入中国共产党。1988年毕业于中国人民大学哲学专业。2013年，担任全国人大代表。